# Urania-Weltzeituhr
Urania–Weltzeituhr (niem. Zegar czasu światowego Urania) – symboliczny zegar pokazujący aktualny czas w 24 strefach czasowych świata znajdujący się w Berlinie na Alexanderplatz. Ma on formę dwudziestoczterościanu osadzonego na metalowej podstawie o wysokości 2,7 metra. Konstrukcja jest zwieńczona ażurowym modelem Układu Słonecznego. Zegar pełni rolę miejsca spotkań berlińczyków i turystów.

## Historia
Zegar został zaprojektowany przez docenta Ericha Johna i oddany do użytku 2 października 1969 jako jeden z elementów kompletnej przebudowy i modernizacji Alexanderplatz. Zegar został odnowiony w roku 1997 kosztem ok. 170 000 euro, oprócz renowacji dodano 20 nowych nazw miejscowości, zarówno tych o których kiedyś zapomniano (m.in. Oslo), jak i niepożądanych w NRD z przyczyn politycznych (Kapsztad i Tel Awiw). Przy okazji zaktualizowano nazwę z Leningradu na Sankt Petersburg.

## Budowla
Budowla znajduje się na posadzce wykonanej z mozaiki symbolizującej różę wiatrów. Bryła zegara w formie dwudziestoczterościanu znajduje się na metalowym podeście na wysokości 2,7 metra nad ziemią. Dwadzieścia cztery ściany symbolizują 24 strefy czasowe na świecie. W środku bryły znajduje się obrotowy cylinder z umieszczonymi nań godzinami. Nad bryłą umieszczono ażurowy model Układu Słonecznego. Całość konstrukcji ma ok. 10 metrów wysokości. Urządzenia do obsługi zegara znajdują się w podziemnym pomieszczeniu o powierzchni 4 m² i wysokości 1,9 metra. Konstrukcja napędzana jest silnikiem elektrycznym.